# Erik Nilsson (Gyllenstierna)
Erik Nilsson (Gyllenstierna), död 8 november 1520 i Stockholm, var en svensk riddare och hövitsman.

## Biografi
Erik Nilsson (Gyllenstierna) var son till riddaren, riksrådet och hövitsmannen Nils Eriksson (Gyllenstierna) på Viborgs slott och Sigrid Eskilsdotter (Banér). Han var 17 november 1511 riddare och blev 1518 hövitsman på Kastelholm. Erik Nilsson halshöggs till döds 8 november 1502 i Stockholms blodbad.

### Egendom
Erik Nilsson ägde Fågelvik i Tryserums socken och Tullgarn.

### Familj
Erik Nilsson var gift med Brita Jönsdotter (Roos) (död omkring 1580), dotter till riddaren Jöns Ulfsson (Roos af Hjelmsäter) och Ingeborg Larsdotter Tott. Efter Erik NIlssons död gifte Brita Jönsdotter  om sig med riksrådet och hövitsmannen Måns Bryntesson (Lilliehöök) och riddaren, riksrådet Christoffer Andersson (Röd).